# Hydrodynamická brzda
Hydrodynamická brzda je zařízení, v  kterém se kinetická energie přeměňuje na energii tepelnou pomocí tření kapaliny v uzavřeném bubnu. V principu se jedná o hydrodynamickou spojku se zablokovaným turbínovým kolem. Brzda se skládá ze dvou částí: statoru, který tvoří skříň brzdy a rotoru (čerpadla), který se otáčí uvnitř statoru a je poháněn hnacím hřídelem.
Rotor i stator jsou opatřeny lopatkami. Jako brzdné médium se zpravidla používá hydraulický olej.
Hydrodynamické brzdy brzdí plynule a bez rázů. 

## Princip
Kapalina je rotorem urychlována a odstředivou silou putuje na stator, kde se brzdí a opět se vrací k rotoru. Přitom se kapalina zahřívá a musí být chlazena. Brzdný účinek se dá měnit plynule změnou množství náplně brzdy.
U silničních vozidel může být brzda umístěna na hnacím hřídeli vozidla (tzv. sekundární retardér), nebo může být umístěna přímo ve skříni převodovky (intardér). U kolejových vozidel bývá integrována do hydrodynamické nebo hydromechanické převodovky.